# Кошутич, Сида
Cида Кошутич (10 марта 1902, Радобой — 13 мая 1965, Загреб) — хорватская писательница.
Сестра политика Августа Кошутича. Получила педагогическое образование. В 1936 году принимала участие в создании Общества хорватских писателей. В 1939—1944 году была главным редактором «Журнала хорватских женщин».
Автор прозаической трилогии о сельской жизни «С наших нив» (романы «Плоды земли» (1930), «Туманы» (1937) и «Безмолвие» (1940)) и религиозно-мистической лирики.